# Lucrèce (Tosini)
Pour les articles homonymes, voir Lucrèce (homonymie).
Lucrèce – en italien Lucrezia – est un tableau réalisé par le peintre italien Michele Tosini vers 1560-1570. De format vertical, cette huile sur panneau représente Lucrèce à mi-corps devant un fond noir. Figurée de face, la jeune femme tourne la tête vers sa droite et laisse voir que sous son sein gauche, lequel est nu, elle a déjà porté le coup fatal de son suicide. L'œuvre est conservée à la Galerie Borghèse de Rome. Son pendant, une Léda, s'y trouve également.

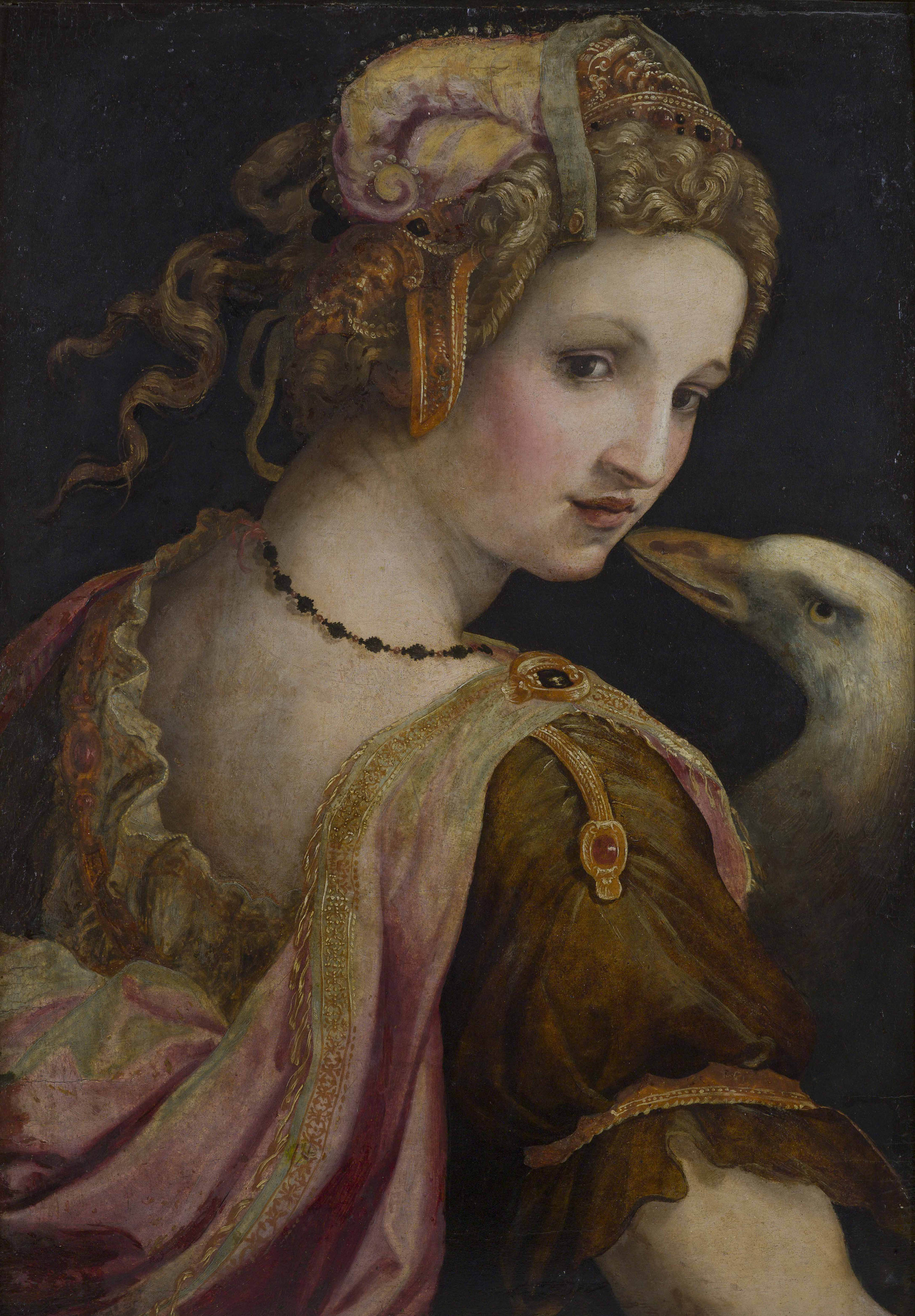
Léda, vers 1560-1570 – Galerie Borghèse, Rome.